# ياسمين خير
ياسمين خير (ولدت 27 يونيو 1987)، لاعبة كرة قدم أردنية محترفة، ولاعبة جمباز سابقة. اشتهرت بعد تمثيلها دولة الأردن في بطولات الجمباز في دورة الألعاب العربية التاسعة في عام 1999. وبعد اعتزالها لرياضة الجمباز، بدأت بتمثيل المنتخب الأردني في منافسات كرة القدم النسائية منذ نشأته في 2005 إلى أن أعتزلت اللعب في مارس 2020.

## السيرة
بدأت ياسمين خير ممارسة رياضة الجمباز وهي في سنة الخامسة، وكانت أول مشاركة لها في المنافسات الدولية خلال البطولة العربية للناشئات التي أقيمت في عمّان عام 1996، حيث حققت هناك أول ميدالية برونزية في مسيرتها. ثم شاركت في بطولة ريم الشيخ في تونس عام 1999، وحصلت على ذهبية الحركات الأرضية، والميدالية الفضية جهاز حصان القفز، والميدالية الفضية على عارضة التوازن، والميدالية البرونزية على جهاز المتوازي.
وفي نفس السنة، شاركت في دورة الألعاب العربية التاسعة في عمّان، حيث أحرزت الميدالية الذهبية لمسابقة عارضة التوازن، وهي الذهبية الأولى لرياضة الجمباز الأردنية في تاريخ الدورات الرياضية العربية، ونالت خلالها أيضا برونزية حصان القفز وبرونزية مسابقة الفرق.
حققت ياسمين أفضل إنجازاتها في لعبة الجمباز في دورة الألعاب العربية العاشرة في الجزائر عام 2004، عندما أضافت إلى رصيدها ست ميداليات، حيث فازت بذهبية مسابقة الفردي العام للإناث، وذهبية مسابقة الحركات الأرضية، إضافة إلى انتزاعها أربع ميداليات فضية.
توجت بجائزة أفضل رياضي لعام 2004-2005 والتي فازت بها وفقا لاستفتاء موقع سبورت اب جوردان الإلكتروني في 5 مارس 2005. أعلنت عن اعتزالها لعبة الجمباز في مايو 2005، بسبب تعرضها لإصابات متعددة ولرغبتها في التركيز على دراستها.
بدأت ياسين في ممارسة كرة القدم أثناء دراستها في الجامعة الأردنية، حيث شاركت في العديد من البطولات هناك، ثم انضمت إلى نادي نادي شباب الأردن آواخر سنة 2005. كانت ياسمين في صفوف المنتخب المشارك في دورة الألعاب الآسيوية في قطر سنة 2006، عندما كانت بسن التاسعة عشر، وقبلها فازت مع المنتخب الأردني ببطولة اتحاد غرب آسيا للسيدات.
في فبراير 2018، احتفى المنتخب الأردني بدخول ياسمين إلى نادي المائة مباراة دولية.

## سجل الميداليات
| السنة | البطولة                            | ذهبية | فضية | برونزية |
| 1996  | البطولة العربية للناشئات           | __    | __   | 1       |
| 1999  | بطولة ريم الشيخ                    | 1     | 2    | 1       |
| 1999  | دورة الألعاب العربية التاسعة       | 1     | __   | 2       |
| 2000  | البطولة العربية للناشئات           | 6     | __   | __      |
| 2000  | بطولة ريم الشيخ                    | __    | __   | 3       |
| 2001  | بطولة عمان الدولية الأولى للناشئات | 4     | 1    | __      |
| 2001  | بطولة السويد الثامنة عشر           | __    | __   | 1       |
| 2004  | دورة الألعاب العربية العاشرة       | 2     | 4    | __      |
| 2005  | بطولة اتحاد غرب آسيا للسيدات       | 1     | __   | __      |
| 2007  | بطولة اتحاد غرب آسيا               | 1     | __   | __      |
| 2010  | بطولة غرب آسيا لكرة القدم          | __    | 1    | __      |
| 2014  | بطولة غرب آسيا لكرة القدم          | 1     | __   | __      |